# Florian Werner (Schriftsteller)
Florian Werner (* 1971 in Berlin) ist ein deutscher Schriftsteller.

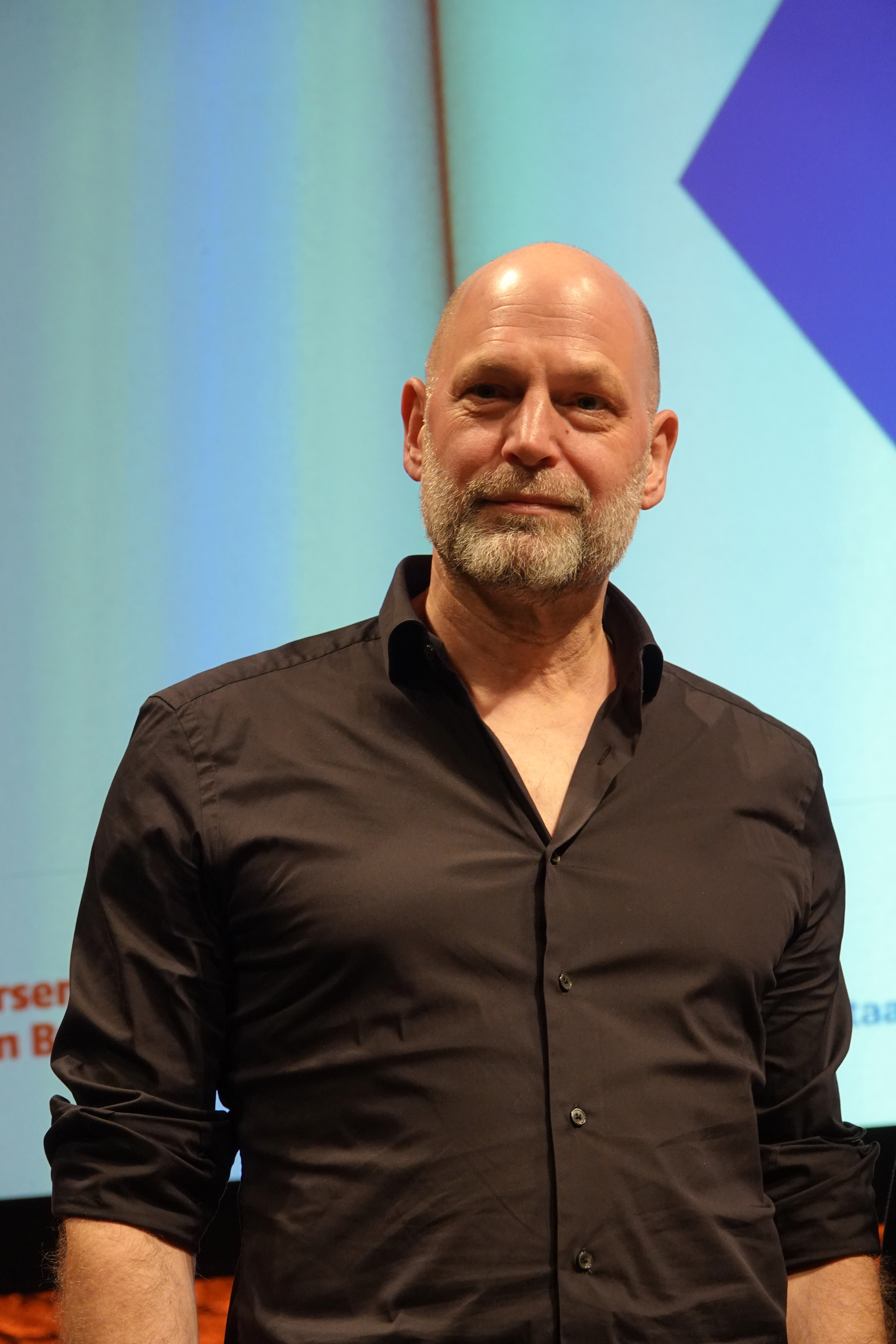
Florian Werner 2023

## Biografie
Werner wuchs ab dem vierten Lebensjahr in Stuttgart-Sillenbuch auf. Nach dem Abitur am Karls-Gymnasium studierte er Anglistik, Amerikanistik und Germanistik an der Eberhard-Karls-Universität Tübingen, der University of Aberdeen und der FU Berlin und wurde 2007 mit einer Arbeit über Rap und die Apokalypse promoviert. Er schreibt erzählende Sachbücher und Prosa und arbeitet für den Hörfunk. Seine Bücher wurden unter anderem ins Englische, Spanische und Japanische übersetzt und mehrfach ausgezeichnet. Er ist Mitgründer des PEN Berlin.
Werner lebt mit seiner Frau, der Philosophin und Autorin Svenja Flaßpöhler, und zwei gemeinsamen Kindern in Berlin.

## Werke
- Wir sprechen uns noch. dtv, München 2005.
- Rapocalypse. Der Anfang des Rap und das Ende der Welt. transcript, Bielefeld 2007.
- Die Kuh. Leben, Werk und Wirkung. Nagel & Kimche, Zürich 2009.
- Dunkle Materie. Die Geschichte der Scheiße. Nagel & Kimche, Zürich 2011.
- Schüchtern. Bekenntnis zu einer unterschätzten Eigenschaft. Nagel & Kimche, Zürich 2012.
- Verhalten bei Weltuntergang (mit Bildern von Nikolaus Heidelbach). Nagel & Kimche, Zürich 2013.
- Helium und Katzengold. 92 elementare Geschichten. Nagel & Kimche, Zürich 2014.
- Schnecken. Ein Portrait. Matthes & Seitz, Reihe Naturkunden, Berlin 2015.
- Die Weisheit der Trottellumme. Was wir von Tieren lernen können. Blessing, München 2018.
- Der Weg des geringsten Widerstands. Nagel & Kimche, Zürich 2018.
- Zur Welt kommen. Elternschaft als philosophisches Abenteuer (mit Svenja Flaßpöhler). Blessing, München 2019.
- Auf Wanderschaft. Ein Streifzug durch Natur und Sprache. Duden, Berlin 2019.
- Die Raststätte. Eine Liebeserklärung. Hanser Berlin, Berlin 2021.
- Der Stuttgart-Komplex. Streifzüge durch die deutsche Gegenwart. Klett-Cotta, Stuttgart 2022, ISBN 978-3-608-96584-1.[2]
- Die Zunge. Ein Portrait. Hanser Berlin 2023, ISBN 978-3-446-27729-8.

Als Herausgeber
- Wenn ich groß bin, werd ich Dichter. Frühe Texte bekannter Autoren. Arche, Zürich/Hamburg 2015.
- Meine bessere Hälfte. Ullstein,  Berlin 2024, ISBN 9783864932717.

Mit der Gruppe Fön
- Klaus L. McCoy: Mein Leben als Fön. Piper, München 2004.
- Wir haben Zeit. CD, traumton, Berlin 2004.
- Ein bisschen plötzlich. CD, traumton, Berlin 2007.

## Auszeichnungen
- 2011: Brandenburgischer Literaturpreis Umwelt
- 2009: Wissenschaftsbuch des Jahres
- 2007: Stipendiat der Villa Aurora
- 2001: Allegra-Literaturpreis

## Belege
1. ↑  SWR1: "Sind wir nicht alle ein bisschen Stuttgart?" Abgerufen am 1. April 2023.
2. ↑  Harry Nutt: Schluss mit dem Stuttgart-Bashing!, Rezension in der berliner-zeitung.de vom 22. Oktober 2022, abgerufen am 30. Oktober 2022

| Personendaten    | Personendaten            |
| ---------------- | ------------------------ |
| NAME             | Werner, Florian          |
| KURZBESCHREIBUNG | deutscher Schriftsteller |
| GEBURTSDATUM     | 1971                     |
| GEBURTSORT       | Berlin                   |